# Grande Prêmio da China de 2005
Resultados do Grande Prêmio da China de Fórmula 1 realizado em Xangai a 16 de outubro de 2005. Décima nona etapa do campeonato, foi vencido pelo espanhol Fernando Alonso, da Renault, que subiu ao pódio com Kimi Räikkönen, da McLaren-Mercedes, e também Ralf Schumacher, da Toyota.

## Resumo
- Último GP: Narain Karthikeyan (até 2011) e Antônio Pizzonia; também foi a última corrida disputada pelas equipes Jordan (vendida à Midland), Minardi (vendida à Red Bull, se tornou Scuderia Toro Rosso), Sauber (que voltou em 2010 após 4 temporadas como BMW Sauber) e BAR (vendida à Honda).
- Últimas corridas de Rubens Barrichello pela Ferrari e de Felipe Massa pela Sauber.
- Primeiro GP da China de Jarno Trulli.
- Última corrida da Williams com os motores BMW.
- Antes de alinhar no grid de largada, Christijan Albers atropelou o carro de Michael Schumacher. Os dois danificaram bastante seus carros. Tanto Christijan quanto Michael os dois tiveram que largar dos boxes.
- Renault campeã mundial de construtores. O primeiro em sua história.
- Primeira escuderia francesa desde a Matra a conseguir um titulo de construtores em 1969.

## Pilotos de sexta-feira
| Construtor        | Nº | Piloto            |
| ----------------- | -- | ----------------- |
| McLaren-Mercedes  | 35 | Pedro de La Rosa  |
| Sauber-Petronas   |    | n/d               |
| Red Bull-Cosworth | 37 | Vitantonio Liuzzi |
| Toyota            | 38 | Ricardo Zonta     |
| Jordan-Toyota     | 39 | Nicolas Kiesa     |
| Minardi-Cosworth  |    | n/d               |

## Classificação da prova

### Treino classificatório
| 1      | 5  | Fernando Alonso      | Renault           | 1:34.080 | —       |
| 2      | 6  | Giancarlo Fisichella | Renault           | 1:34.401 | + 0.321 |
| 3      | 9  | Kimi Räikkönen       | McLaren-Mercedes  | 1:34.488 | + 0.408 |
| 4      | 3  | Jenson Button        | BAR-Honda         | 1:34.801 | + 0.721 |
| 5      | 10 | Juan Pablo Montoya   | McLaren-Mercedes  | 1:35.188 | + 1.108 |
| 6      | 1  | Michael Schumacher   | Ferrari           | 1:35.301 | + 1.221 |
| 7      | 14 | David Coulthard      | Red Bull-Cosworth | 1:35.428 | + 1.348 |
| 8      | 2  | Rubens Barrichello   | Ferrari           | 1:35.610 | + 1.530 |
| 9      | 17 | Ralf Schumacher      | Toyota            | 1:35.723 | + 1.643 |
| 10     | 7  | Mark Webber          | Williams-BMW      | 1:35.739 | + 1.659 |
| 11     | 12 | Felipe Massa         | Sauber-Petronas   | 1:35.898 | + 1.818 |
| 12     | 16 | Jarno Trulli         | Toyota            | 1:36.044 | + 1.964 |
| 13     | 8  | Antônio Pizzonia     | Williams-BMW      | 1:36.445 | + 2.365 |
| 14     | 15 | Christian Klien      | Red Bull-Cosworth | 1:36.472 | + 2.392 |
| 15     | 19 | Narain Karthikeyan   | Jordan-Toyota     | 1:36.707 | + 2.627 |
| 16     | 11 | Jacques Villeneuve   | Sauber-Petronas   | 1:36.788 | + 2.708 |
| 17     | 4  | Takuma Sato          | BAR-Honda         | 1:37.083 | + 3.003 |
| 18     | 21 | Christijan Albers    | Minardi-Cosworth  | 1:39.105 | + 5.025 |
| 19     | 18 | Tiago Monteiro       | Jordan-Toyota     | 1:39.233 | + 5.153 |
| 20     | 20 | Robert Doornbos      | Minardi-Cosworth  | 1:39.460 | + 5.380 |
| Fonte: |    |                      |                   |          |         |

### Corrida

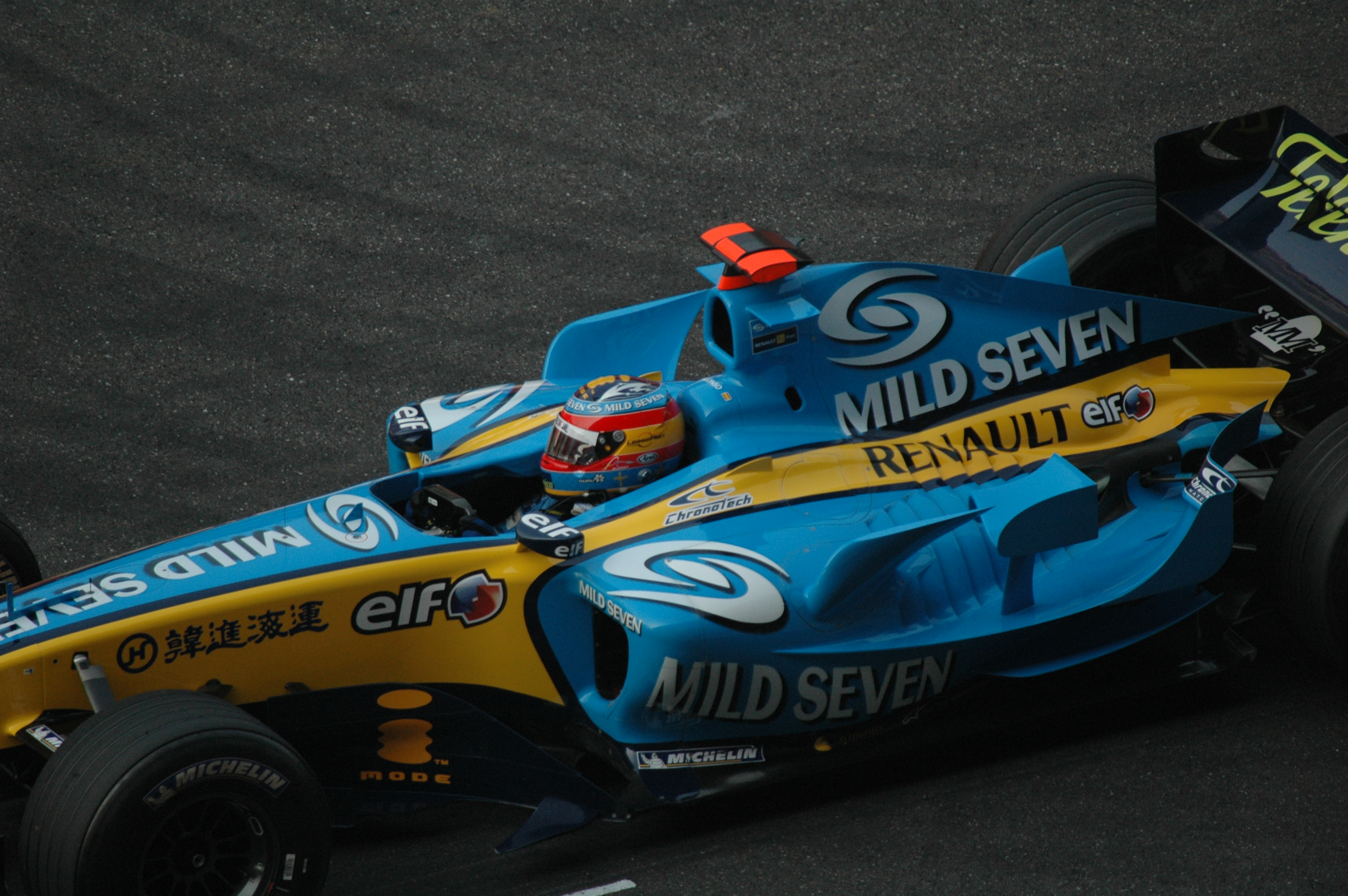
Fernando Alonso fez a pole e venceu a última prova do ano. Com isso, a Renault consagrou-se como a campeã de construtores de 2005.

| Pos.   | Nº | Piloto               | Equipe            | Voltas | Tempo/Diferença | Grid | Pontos |
| ------ | -- | -------------------- | ----------------- | ------ | --------------- | ---- | ------ |
| 1      | 5  | Fernando Alonso      | Renault           | 56     | 1:39:53.618     | 1    | 10     |
| 2      | 9  | Kimi Räikkönen       | McLaren-Mercedes  | 56     | + 4.000         | 3    | 8      |
| 3      | 17 | Ralf Schumacher      | Toyota            | 56     | + 25.300        | 9    | 6      |
| 4      | 6  | Giancarlo Fisichella | Renault           | 56     | + 26.100        | 2    | 5      |
| 5      | 15 | Christian Klien      | Red Bull-Cosworth | 56     | + 31.800        | 14   | 4      |
| 6      | 12 | Felipe Massa         | Sauber-Petronas   | 56     | + 36.400        | 11   | 3      |
| 7      | 7  | Mark Webber          | Williams-BMW      | 56     | + 36.800        | 10   | 2      |
| 8      | 3  | Jenson Button        | BAR-Honda         | 56     | + 41.200        | 4    | 1      |
| 9      | 14 | David Coulthard      | Red Bull-Cosworth | 56     | + 44.200        | 7    |        |
| 10     | 11 | Jacques Villeneuve   | Sauber-Petronas   | 56     | + 59.900        | 16   |        |
| 11     | 18 | Tiago Monteiro       | Jordan-Toyota     | 56     | + 1:24.600      | 19   |        |
| 12     | 2  | Rubens Barrichello   | Ferrari           | 56     | + 1:32.800      | 8    |        |
| 13     | 8  | Antônio Pizzonia     | Williams-BMW      | 55     | Pneu furado     | 13   |        |
| 14     | 20 | Robert Doornbos      | Minardi-Cosworth  | 55     | Pane seca       | 20   |        |
| 15     | 16 | Jarno Trulli         | Toyota            | 55     | + 1 volta       | 12   |        |
| 16     | 21 | Christijan Albers    | Minardi-Cosworth  | 50     | Porca de roda   | 18   |        |
| Ret    | 4  | Takuma Sato          | BAR-Honda         | 34     | Câmbio          | 17   |        |
| Ret    | 19 | Narain Karthikeyan   | Jordan-Toyota     | 28     | Acidente        | 15   |        |
| Ret    | 10 | Juan Pablo Montoya   | McLaren-Mercedes  | 24     | Motor           | 5    |        |
| Ret    | 1  | Michael Schumacher   | Ferrari           | 22     | Rodou           | 6    |        |
| Fonte: |    |                      |                   |        |                 |      |        |

## Tabela do campeonato após a corrida
| Pos.   | Piloto               | Pontos |
| ------ | -------------------- | ------ |
| 1      | Fernando Alonso      | 133    |
| 2      | Kimi Räikkönen       | 112    |
| 3      | Michael Schumacher   | 62     |
| 4      | Juan Pablo Montoya   | 60     |
| 5      | Giancarlo Fisichella | 58     |
| Fonte: |                      |        |

| Pos.   | Construtor       | Pontos |
| ------ | ---------------- | ------ |
| 1      | Renault          | 191    |
| 2      | McLaren–Mercedes | 182    |
| 3      | Ferrari          | 100    |
| 4      | Toyota           | 82     |
| 5      | Williams–BMW     | 66     |
| Fonte: |                  |        |

- Nota: Somente as primeiras cinco posições estão listadas e os campeões da temporada surgem grafados em negrito.